# 陳雪屏
陳雪屏（1901年11月1日—1999年4月12日），男，江蘇宜興人，中華民國政治人物、教育家，曾任國立臺灣大學心理學系教授超過30年。

## 生平
陳雪屏於1920年進入北京大學的預科班，1922年至1926年在哲學系修讀，主修心理學，師承陳大齊。由於當時中國並未有專為心理學而設的獨立學系，當時的心理學課都歸入哲學系，而據陳雪屏所說，當時哲學系課程到了第三、四年全是心理學的課程。1926年至1929年，陳雪屏在哥倫比亞大學心理研究所進修。年轻时便阅读了勒庞的《乌合之众》，后又写了《谣言心理学》，因此在把握舆论、控制局面方面有较深学术积累。1930年返國，在國立東北大學擔任教育心理學系主任。
1931年，九一八事變發生，陳雪屏返回北平，於北平師範大學教育系任職。1932年到北京大學理學院心理系任教。
抗战爆发后，陈雪屏在西南联大任职，参与平息1942年西南联大“一六事件”学潮（因孔祥熙夫人宋霭龄疑似从香港飞机运输4条狗飞回重庆引发）。引起康泽注意，拉陈雪屏加入三青团，以后又提拔他当三青团青年部部长。抗战中期开始，国民党在联大推行党义，力劝教授们加入国民党，陈雪屏和三青团西南联大分团长姚从吾教授出力甚多。抗战后期，因经费困难，兼任党义教师，却2个月领不到工资，只好辞职。
抗戰勝利後，陳雪屏與鄭天挺等人奉命前赴北平，陈雪屏被安排接受北平全部11所“伪”大学（含伪北大），被称为“苏秦只挂了六国相印，而陈雪屏却佩十一国相印”。这些“伪”大学的教授算作出任了伪职，教育部长傅斯年主张将伪教授一律开除。傅斯年到北平视察，陈雪屏接机，傅问陈与伪教授们有无交往，陈说只限于一些必要场合，傅斯年十分不满，怒斥道：“连握手都不应该。”
1946年12月24日，北平发生美国大兵强奸北大女生的沈崇案。时任北大训导长兼先修班委员会主任委员的陈雪屏凭多年处理学潮的经验，拿走沈崇所在的先修班座次表，将沈的名字抹去，对媒体称：「该女生不一定是北大学生，同学何必如此铺张」，由《经世日报》刊载。《益世报》记者刘时平是西南联大毕业生，通过熟人找到沈崇的学籍注册卡。沈崇的表姐说：“（沈崇）不仅认识训导长陈雪屏，而且同陈还有亲戚关系。陈雪屏的妻子是福建闽侯翻译家林琴南的族女，沈崇的母亲也是林家的女儿，沈陈两家素有往来。”
1948年2月，陈雪屏来到北平，带着200人的名单准备拘捕，其中一人名华顺，贺麟看后，说这是华罗庚的女儿，陈雪屏马上将其从名单上划掉。
1948年12月至1949年4月，陳雪屏短暫代理中華民國教育部部長。中国共产党前后公布两批战犯名单中（第一批43人，1948年12月公布，第二批14人，1949年1月公布，两批共计57人），陈雪屏位居第54位，比胡适还靠前一位。1948-1949年,陈雪屏执行蒋介石特批的“抢救学人计划”。
陳雪屏隨中華民國政府遷臺，1949年出任臺灣省政府教育廳廳長，而後擔任考選部部長、行政院秘書長、政務委員、行政改革研究會召集人、行政院研究發展考核委員會主委、動員戡亂時期國家安全會議國家建設研究委員會副主委、國家建設研究委員會主委、國策顧問、總統府資政。在文學團體的參與上，陳雪屏是中國文藝協會會員。
在1953年開始，擔任國立臺灣大學心理學系教授，並著手籌備成立該校之研究學院。
许倬云先生说：“1960年的气氛真是令人窒息。学校里铺天盖地都是国民党的成员，也有保护自由分子的人。陈雪屏先生是（中央）党部秘书长，他原是西南联大的教授……王世杰、张群、陈雪屏几个人结成一条战线，尽量保护自由主义者。”因与胡适走得太近，蒋介石对陈雪屏极为不满，《蒋介石日记》中写：“陈雪屏为反动分子包围，并借胡适来胁制本党，此人积恶已深，其卑劣言行再不可恕谅，但余仍能抑制情感，出之以忍也。”“三中全会准备闭幕讲词……正午，选举常委。陈雪屏、胡建中、王（黄）朝琴三人同票，本应抽签。余乃决定除去陈而取胡、王，以陈藉党外势力以自重，并招摇挑拨也。”
於1973年退休。

## 家庭
父亲陈漱六是大银行家，曾任满洲国奉天中央银行行长。
其子為前臺灣土地銀行董事長陳棠；其女陳淑平與中央研究院院士余英時結婚。

## 外部連結
- . Apple Daily 蘋果日報.   [2016-11-29]. （原始内容存档于2017-03-05）.

| 中華民國政府職務 | 中華民國政府職務                                                | 中華民國政府職務 |
| ---------------- | --------------------------------------------------------------- | ---------------- |
| 行政院           |                                                                 |                  |
| 前任： 朱家驊    | 教育部部長 代理 1948年12月30日－1949年3月21日                   | 繼任： 杭立武    |
| 前任： 陳慶瑜    | 行政院秘書長 第六任 1958年7月14日－1963年12月14日               | 繼任： 謝耿民    |
| 首任             | 行政院研究發展考核委員會主任委員 第一任 1969年3月－1972年6月1日 | 繼任： 楊家麟    |
| 考試院           |                                                                 |                  |
| 前任： 史尚寬    | 考選部部長 第三任 1957年8月16日－1958年7月22日                  | 繼任： 黃季陸    |

1. ↑  沈伯素. . 中国镇江金山网. 2018-08-06  [2024-01-27]. （原始内容存档于2024-01-27） （中文（简体））.